# Cosmophorus hopkinsii
Cosmophorus hopkinsii är en stekelart som beskrevs av William Harris Ashmead 1896. Cosmophorus hopkinsii ingår i släktet Cosmophorus och familjen bracksteklar. Inga underarter finns listade i Catalogue of Life.